# Onthophagus doiinthanonensis
Onthophagus doiinthanonensis là một loài bọ cánh cứng trong họ Bọ hung (Scarabaeidae).